# Dianodipterus huizeensis
Dianodipterus huizeensis (лат.) — вид вымерших двоякодышащих рыб, единственный в роде Dianodipterus. Научно описан в 2022 году по ископаемым остаткам, обнаруженным в среднедевонских (верхнеэйфельских) отложениях формации Цюйцзин (Qujing Formation) в китайской провинции Юньнань. Отличается от других двоякодышащих низким отношением несущей зубы части птеригоида к беззубой части (менее одной четверти), широко развитой переднемедиальной беззубой частью птеригоида и небольшим количеством зубных рядов (только четыре). Согласно проведённому авторами описания филогенетическому анализу, Dianodipterus более продвинут, чем Melanognathus, но более базален, чем Dipterus.